# Tisovec (Slovacchia)
Tisovec (in ungherese: Tiszolc, in tedesco: Theissholz, in latino: Taxovia) è una città della Slovacchia facente parte del distretto di Rimavská Sobota, nella regione di Banská Bystrica.

## Amministrazione

### Gemellaggi
- Putnok
- Ludgeřovice
- Nowy Żmigród
- Shenandoah